# ボタンネコノメソウ
ボタンネコノメソウ（牡丹猫の目草、学名：Chrysosplenium kiotoense）は、ユキノシタ科ネコノメソウ属の多年草。別名、ボタンネコノメ。
なお、本種の種小名（種形容語）または変種名については、kiotoenseまたは kiotenseがある。前者については、大井次三郎が1933年に記載した種小名であるが、大井が1937年に本種をホクリクネコノメの変種に組み替えた際に、変種名を kiotense として記載した。そのため、その後の学名の扱いに混乱が生じているが、本種が最初に記載されたのは kiotoense であり、YList でも同様に扱っているため、本稿では原則として kiotoense を使用することとする。

## 特徴
植物体は、葉腋に生える褐色の毛を除いて無毛。花時に根出葉は生存する。根出葉は卵円形で、長さ1.5-4.5cn、幅1-3cm、基部はほとんど無柄か短い葉柄がある。花茎をつけない枝がよく発生し、伸長し、2-3対の大きな葉でロゼットを形成する。ロゼット葉は、円みがあり、広楕円形または扇状円形で、長さ1-3cm、幅1-2.5cm、基部に短い葉柄があるかまたは無柄、縁には5-10対の内曲した低鋸歯があり、表面は緑色、裏面は白みがかった緑色をしている。葉には常に葉脈に沿って白色がかったすじがある。
花期は4-5月。花茎は直立し、高さは5-20cmになり、ふつう1対の小さな茎葉がある。集散花序は小型。花序を取り囲む苞葉は卵形から楕円形で、縁は鈍鋸歯状、色は鮮黄色。花は径2.4-3.2mmになる広鐘形。萼裂片は4個で花時に直立し、長さは1.0-1.3mmになり、円形または扁円形で先端は切形または凹形、色は赤褐色または暗紫色になる。花弁は無い。雄蕊は8個あり、萼裂片よりずっと短く、長さ0.9-1.0mm。花糸は花時の葯とほぼ同じ長さ。裂開直前の葯は暗紅紫色で、長さ0.5-0.6mm。花柱は2個あり、短くて萼片から突き出ることはなく、円柱形をしている。果実は朔果で斜開し、2個の心皮は大きさが異なり、宿存性の花糸は、萼裂片のほぼ半分の長さかそれより短い。種子は多数あり、広楕円形で、長さ約0.8mm、縦に約12個の肋骨状の隆条があり円い小突起が接して並ぶ。

## 分布と生育環境
日本固有種。本州の長野県西部から島根県までの主に本州内陸部の山地を東西に帯状に分布するが、岐阜県中東部や伊吹山地、鈴鹿山脈などではその分布がとぎれ、ヒダボタン C. nagasei と入れ替わる。鳥取県の日本海側では本種が分布する。山地の渓流沿いや沢沿いの陰湿地に生育する。

## 名前の由来
種小名（種形容語）kiotoense は、「京都産の」の意味で、新種記載者の大井次三郎が1931年に本種のタイプ標本を採集したのが京都市の貴船であり、本種が京都に多く産するということからつけられた。

## 学名の変遷
大井次三郎が本種を Chrysosplenium kiotoense Ohwi と記載したのは1933年である。その4年後の1937年に大井は、C. fauriei Franch. var. kiotense (Ohwi) Ohwi と、本種をホクリクネコノメ C. fauriei を基本種とする変種に組み替えた。この名はその後長い間使用されていた。1995年に若林三千男と大場秀章は「ネコノメソウ属ホクリクネコノメ群（ユキノシタ科）の一新種と群内の分類学的再検討」を発表し、ホクリクネコノメと本種との間には、萼片と雄蕊の長さの比較などについて著しい差異があり、両種を変種関係とする形態的証拠は見当たらなく、本種については種として取り扱うべきであるとした。このようなことから、現在では C. kiotoense を標準名とし、変種とした名前はシノニム扱いとなっている。

## 分類
日本産のネコノメソウ属の中で、本種、ホクリクネコノメ、ヒダボタンの3種は、他のネコノメソウ属の種と比べると植物体が大きい。本種は萼裂片より雄蕊・花柱が短い。ホクリクネコノメは萼裂片より雄蕊・花柱が長く萼裂片を突出する。ヒダボタンは前2種の中間的な種で、雄蕊・花が萼裂片を突出しない点では本種に似るが、花がより大型で、本種の萼裂片が赤褐色で葯が暗紅紫色であるのに対して、ヒダボタンの萼裂片は黄緑色で葯は赤色であることが異なる。

## ギャラリー

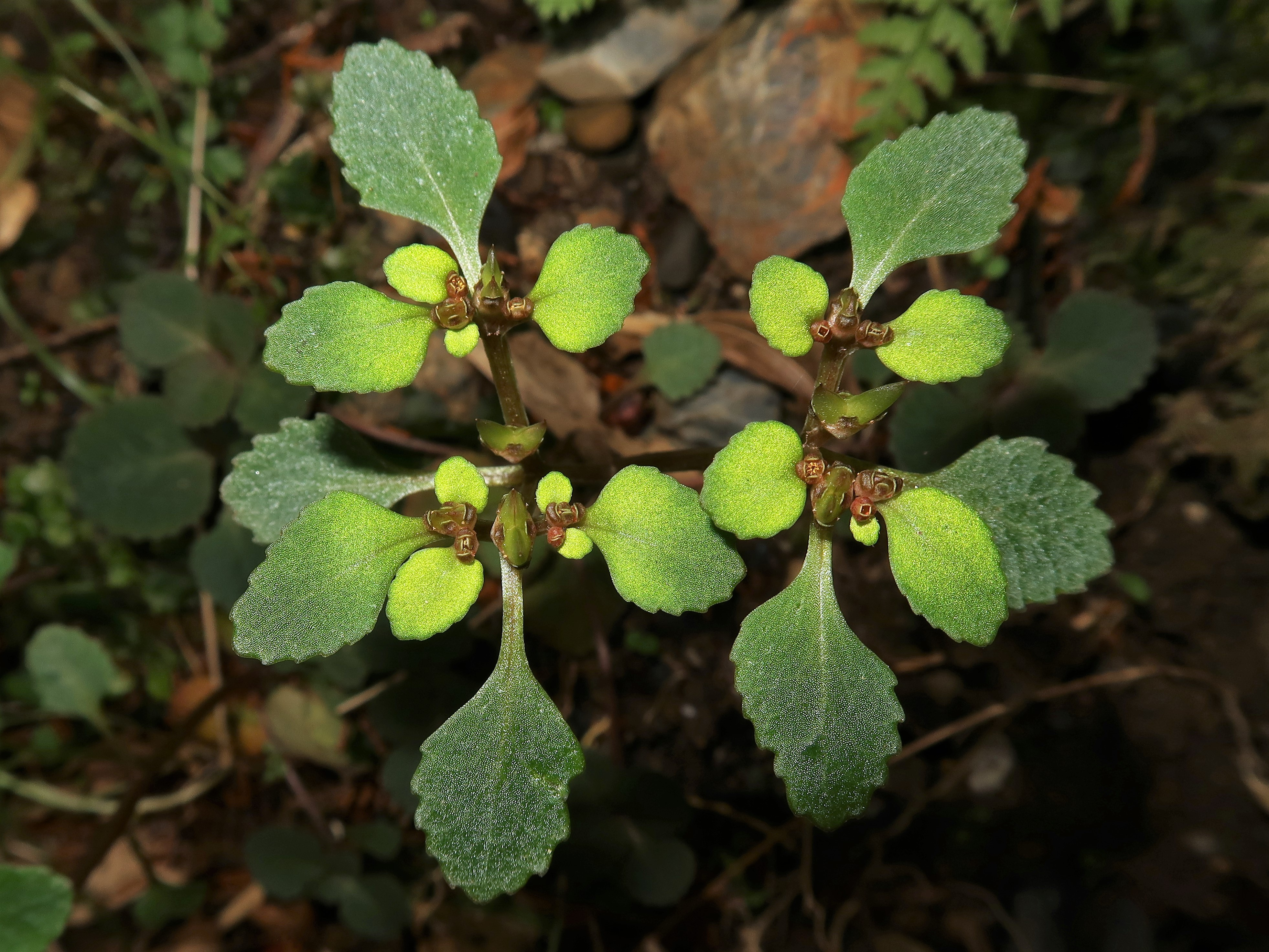
花序を取り囲む苞葉は卵形から楕円形で、縁は鈍鋸歯状、色は鮮黄色。
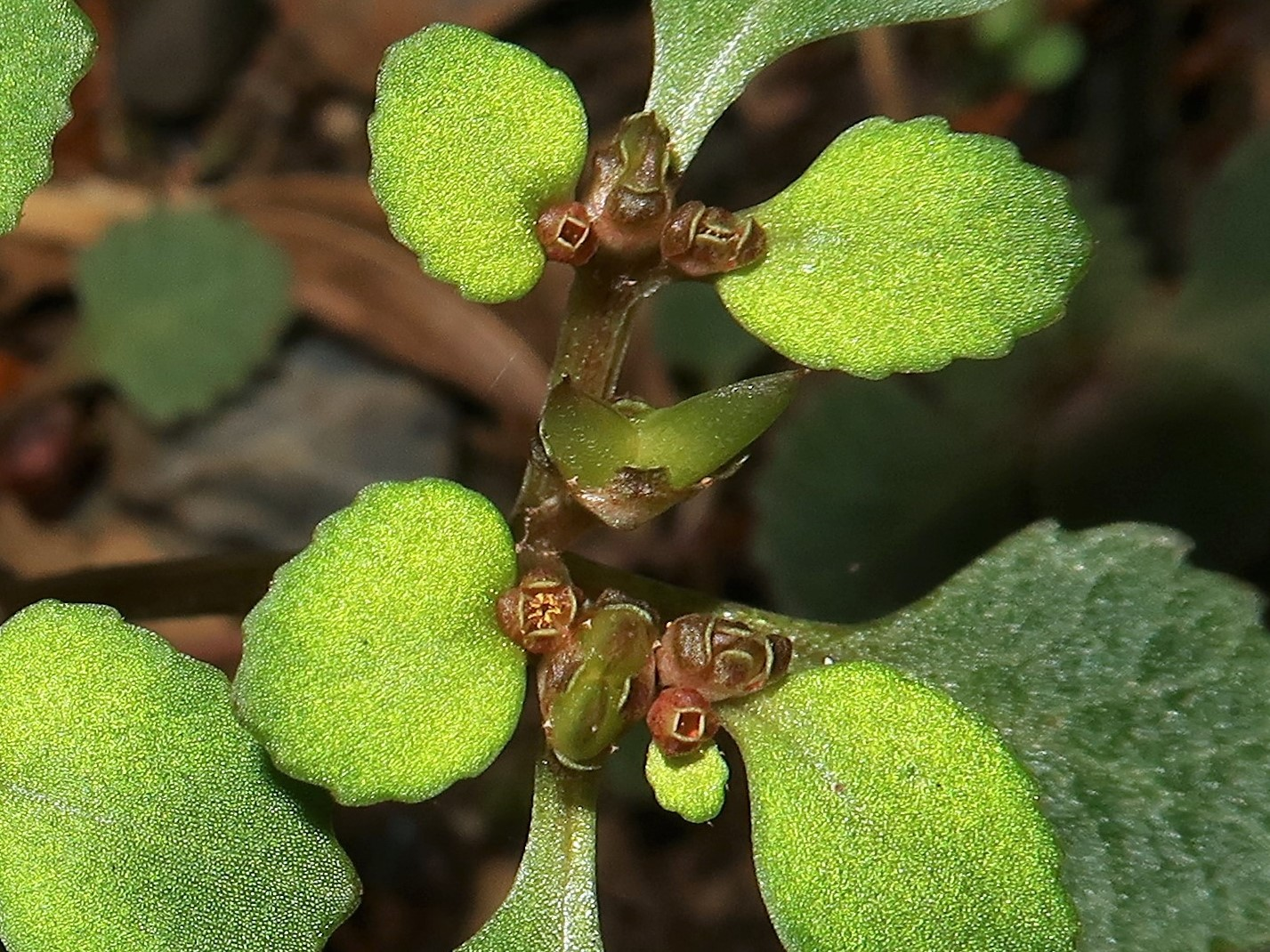
萼裂片は4個で花時に直立し、赤褐色または暗紫色。雄蕊は8個あり、萼裂片より短い。
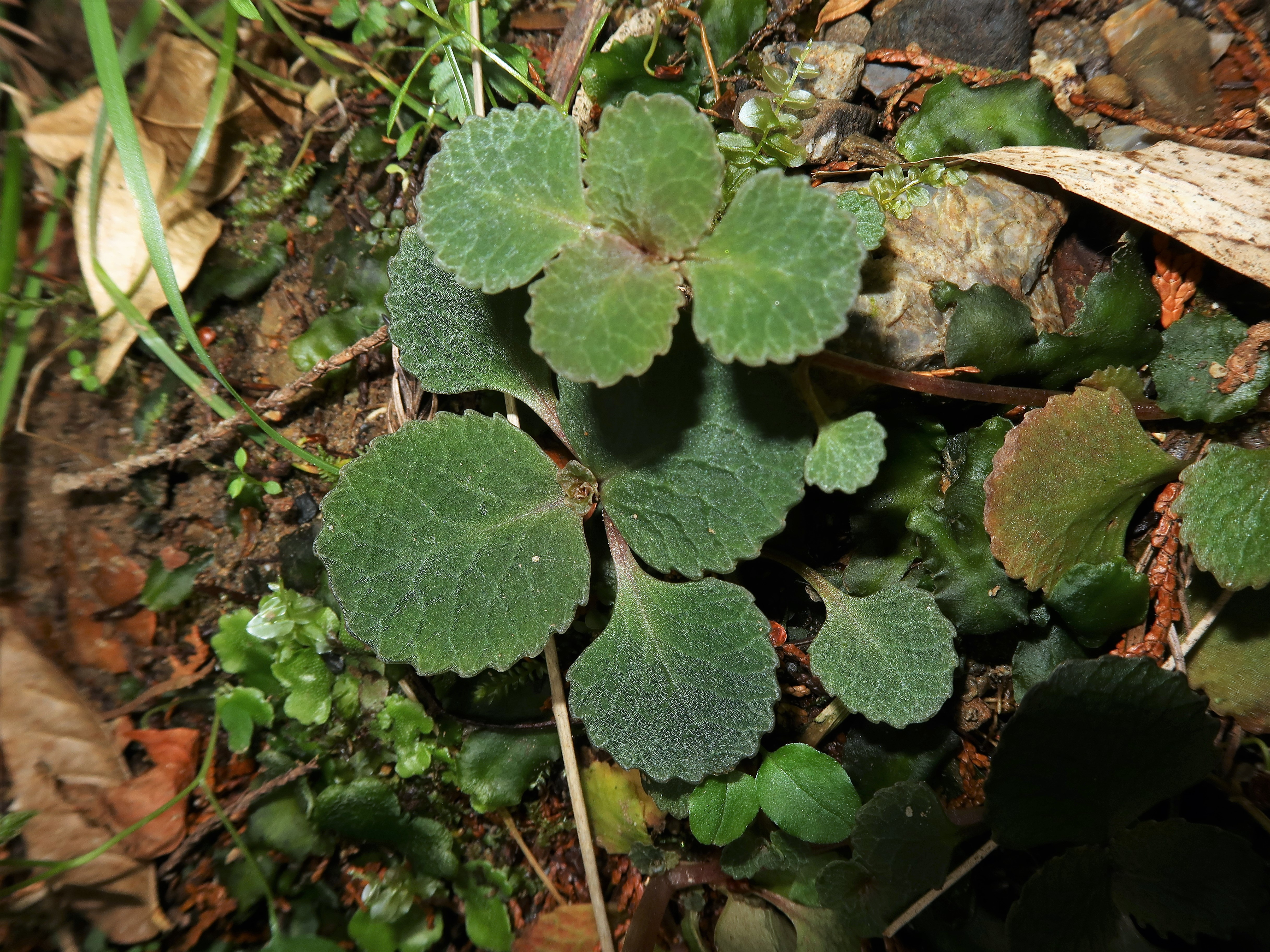
花茎が立たない走出枝のロゼット。葉脈に沿って白色がかったすじが目立つ。
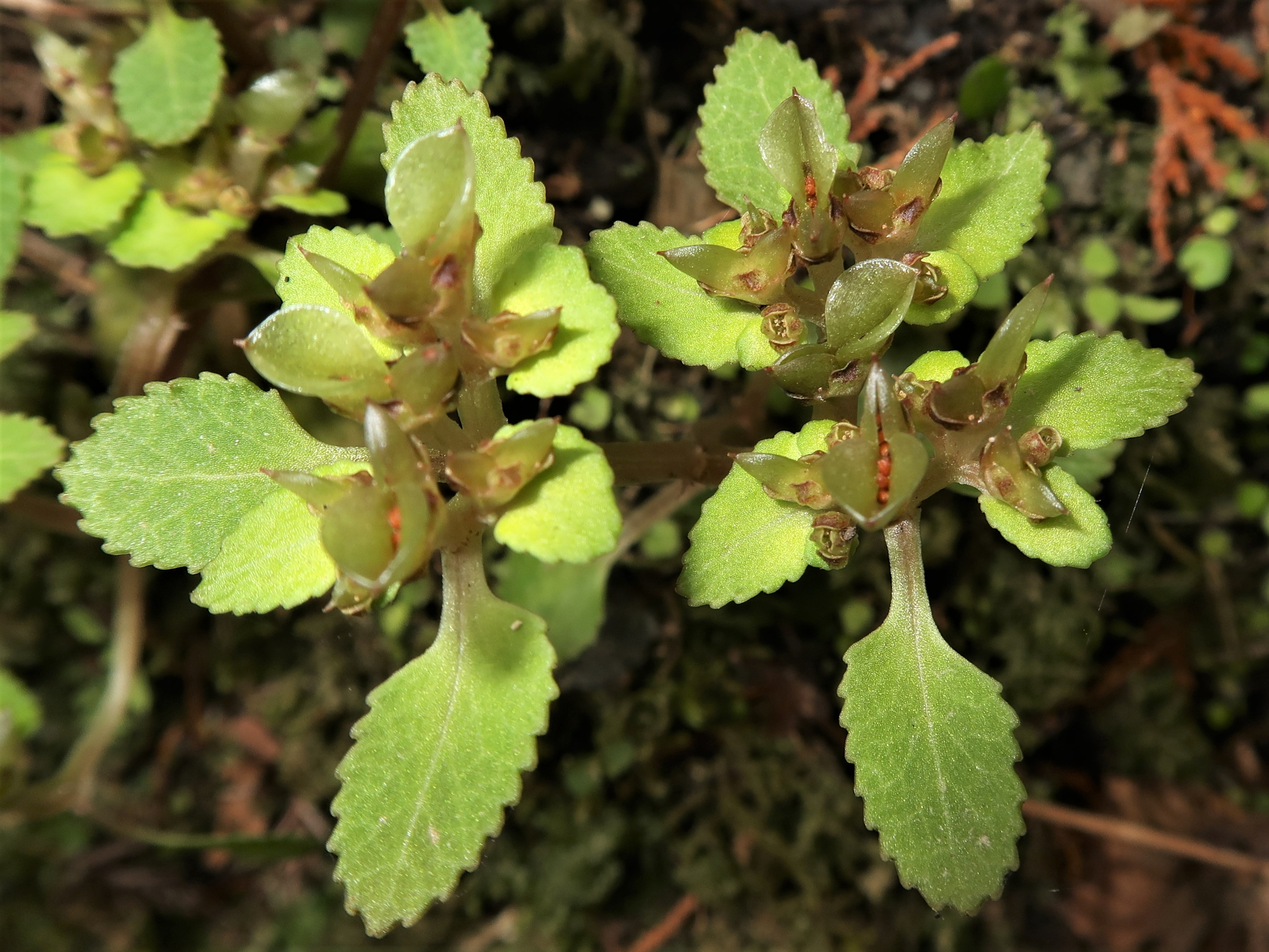
果実が熟すと縦に裂け、多数の種子を出す。

## キンシベボタンネコノメ
下位分類として品種にキンシベボタンネコノメ Chrysosplenium kiotoense Ohwi f. xanthandrum (Araki) Wakab. et H.Ohbaがある。萼裂片は緑色または黄緑色で、裂開直前の葯が黄色であるものが品種として分類されている。

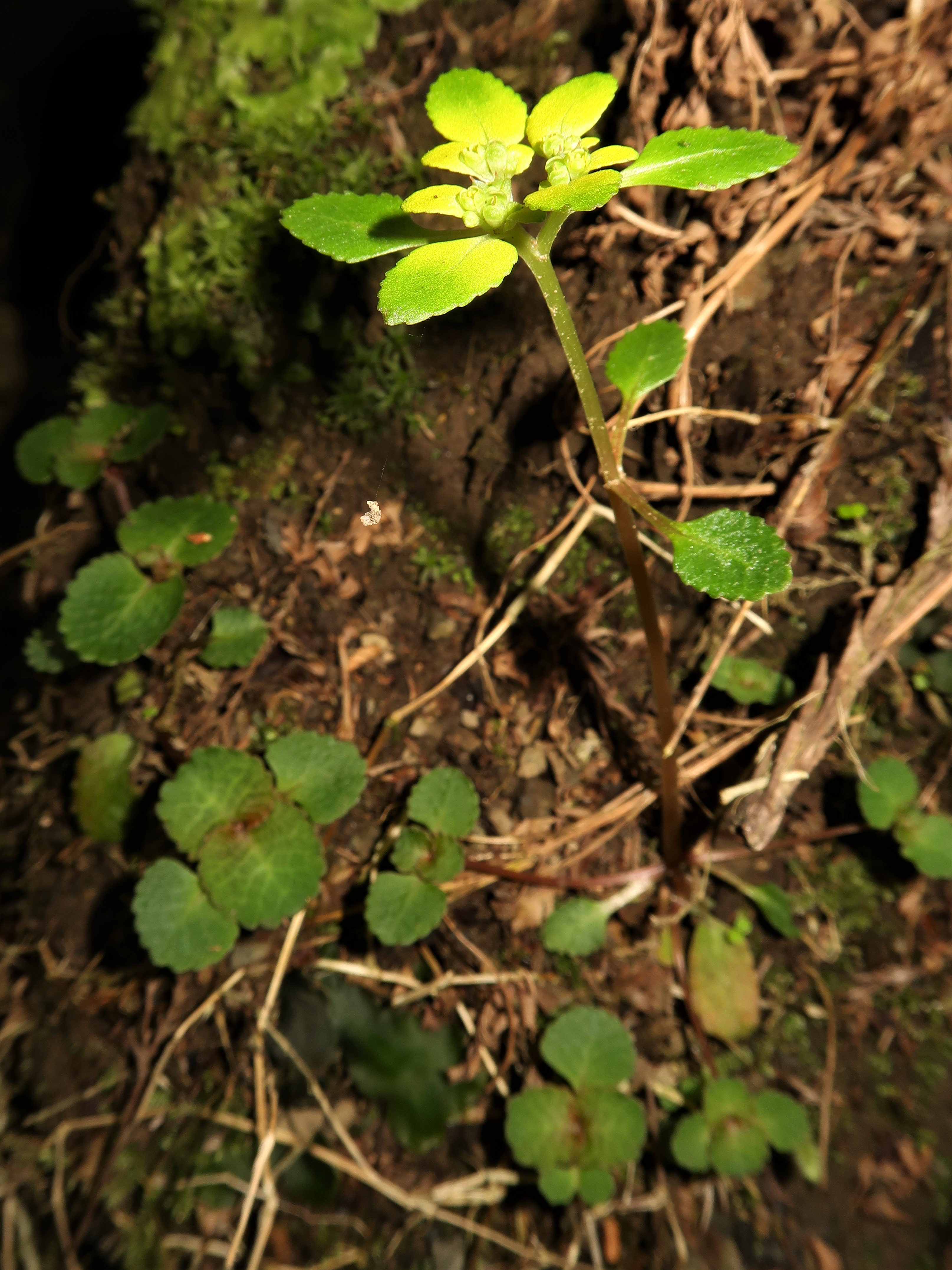
キンシベボタンネコノメ、京都市。
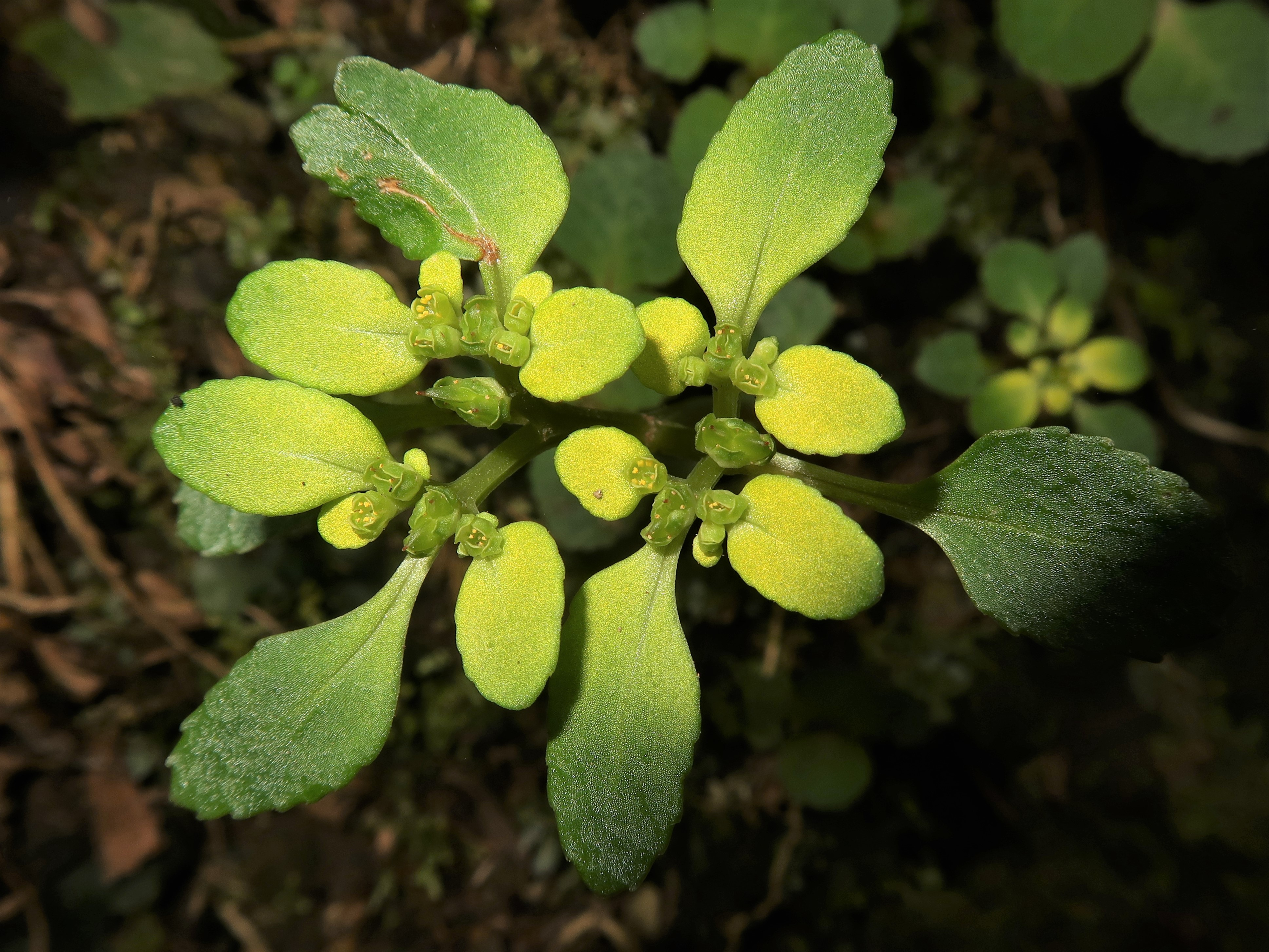
萼裂片は黄緑色で、裂開直前の葯が黄色。
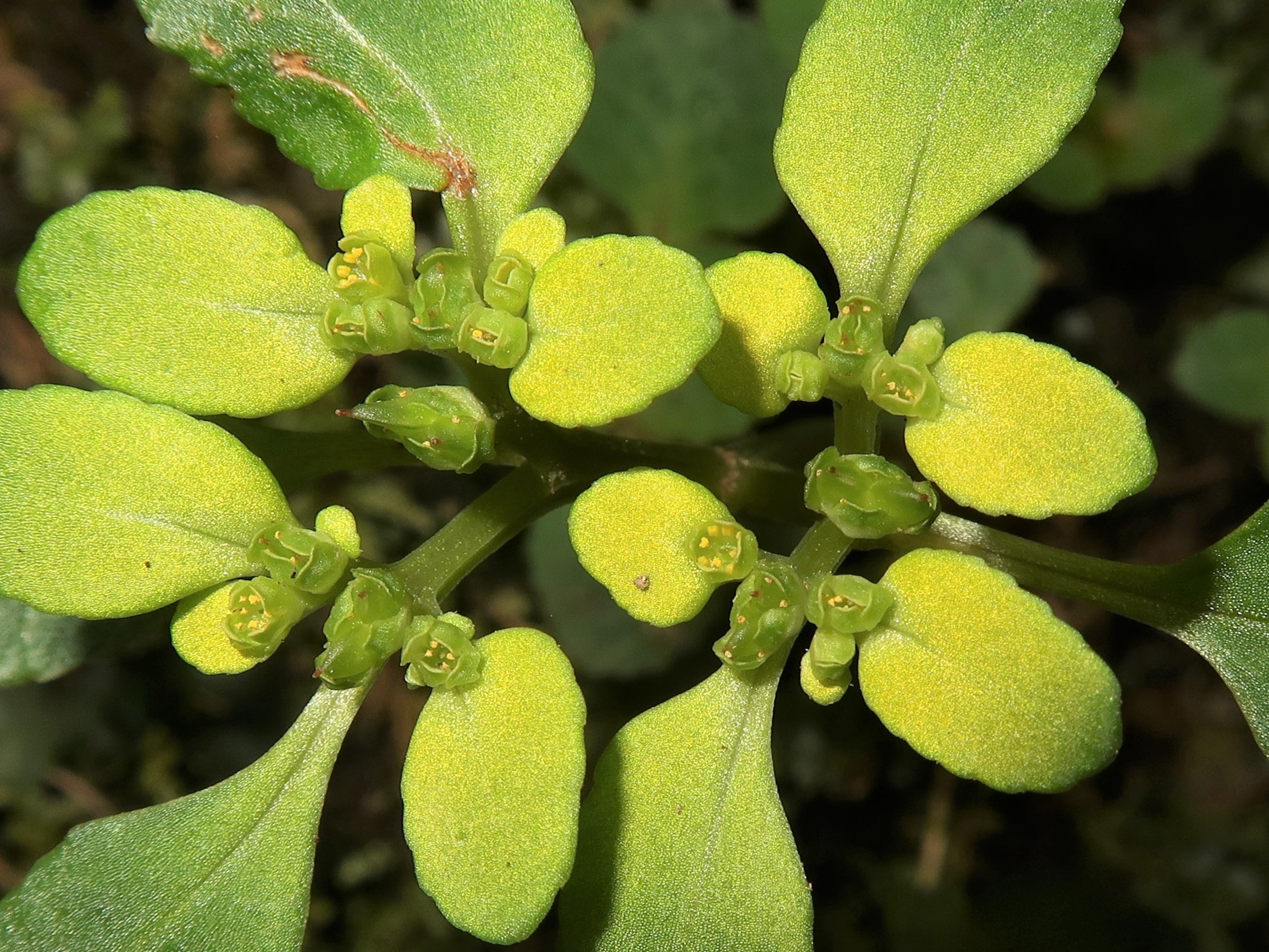
左の拡大。